# Smartbook

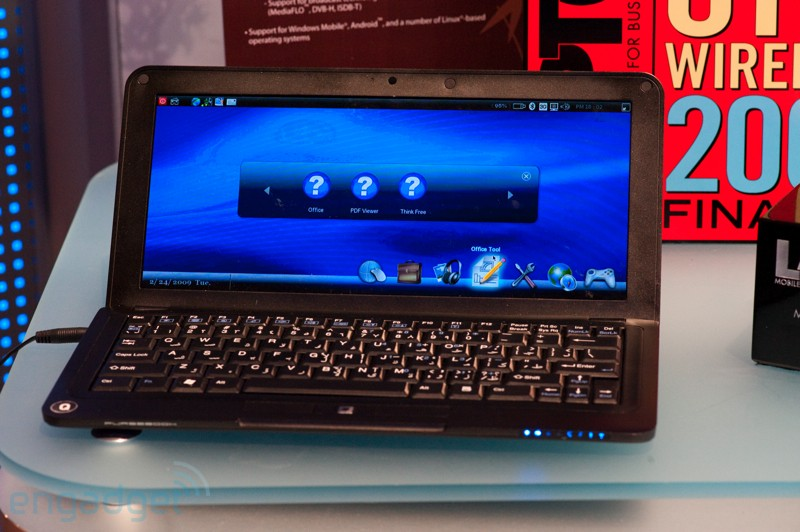
Wistron Pursebook, com CPU Snapdragon ARM de 1 GHz (abril de 2009).

Um smartbook era uma classe de dispositivo móvel que combinava certos recursos de um smartphone e um computador netbook, produzido entre 2009 e 2010. Os smartbooks foram anunciados com recursos como sempre ligado, duração da bateria durante todo o dia, conectividade 3G ou Wi-Fi e GPS (todos normalmente encontrados em smartphones) em um corpo do tipo laptop ou tablet com um tamanho de tela de 5 a 10 polegadas e um teclado touchscreen físico ou macio.
Uma empresa alemã vendia laptops sob a marca Smartbook e mantinha uma marca registrada para a palavra em muitos países (não incluindo alguns grandes mercados como Estados Unidos, China, Japão ou Índia ). Ele agiu para impedir que outros usassem o termo smartbook para descrever seus produtos.
Os Smartbooks tendiam a ser projetados mais para fins de entretenimento do que para produtividade e normalmente direcionados para trabalhar com aplicativos online. Eles foram projetados para serem vendidos subsidiados por meio de operadoras de rede móvel, como telefones celulares, juntamente com um plano de dados sem fio.
O advento de tablets muito mais populares, como os tablets Android e o iPad, juntamente com a popularidade predominante dos computadores desktop e laptops convencionais, deslocou o smartbook.

## História
O conceito de smartbook foi mencionado pela Qualcomm em maio de 2009 durante o marketing de sua tecnologia Snapdragon, com produtos esperados ainda naquele ano. Dificuldades na adaptação de software chave (em particular, o Flash Player proprietário da Adobe) para a arquitetura ARM atrasaram os lançamentos até o primeiro trimestre de 2010.
Smartbooks teriam sido alimentados por processadores que eram mais eficientes em termos de energia do que os tradicionais normalmente encontrados em computadores de mesa e laptops. Esperava-se que os primeiros smartbooks usassem variantes do sistema operacional Linux, como o Android do Google ou o Chrome OS. O processador ARM permitiria que eles alcançassem uma vida útil mais longa da bateria do que muitos dispositivos maiores usando processadores x86. Em fevereiro de 2010, a ABI Research projetou que 163 milhões de smartbooks seriam lançados em 2015.
Em muitos países, a palavra Smartbook era uma marca registrada da Smartbook AG. Em agosto de 2009, um tribunal alemão decidiu que a Qualcomm deve bloquear o acesso da Alemanha a todas as suas páginas da Web que contenham a palavra Smartbook, a menos que Smartbook AG seja mencionado. Smartbook AG defendeu sua marca registrada. Uma decisão de fevereiro de 2010 impediu a Lenovo de usar o termo.
No final de 2010, o CEO da Qualcomm, Paul Jacobs, admitiu que tablets como o iPad já ocupavam o nicho do smartbook, então o nome foi abandonado. Em fevereiro de 2011, a Qualcomm venceu sua batalha legal quando o escritório de patentes alemão decidiu que as palavras "smart" e "book" poderiam ser usadas. No entanto, várias marcas foram registradas.

## Projetos

### Always Innovating Touch Book
Em março de 2009 a empresa Always Innovating anunciou o Touch Book. Foi baseado no Texas Instruments OMAP 3530 que implementou a arquitetura ARM Cortex-A8 . Foi originalmente desenvolvido a partir do Texas Instruments Beagle Board . Ele tinha uma tela sensível ao toque e um teclado destacável que continha uma segunda bateria. O dispositivo veio com um sistema operacional Linux e a empresa se ofereceu para licenciar seus projetos de hardware.

### Sharp Netwalker

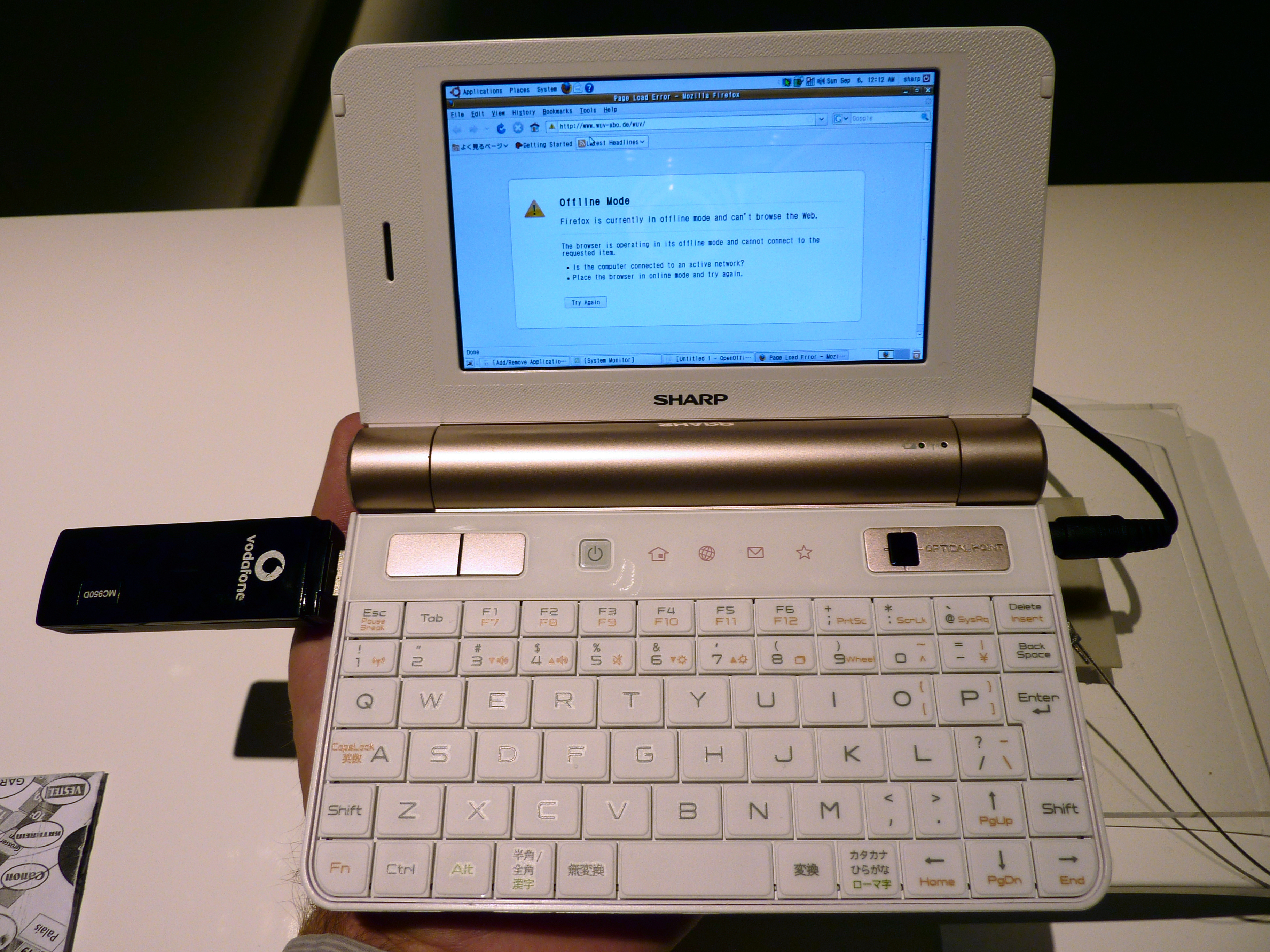
O Sharp PC-Z1 visto na IFA 2009

A Sharp Electronics apresentou seu dispositivo PC-Z1 "Netwalker" em agosto de 2009 com data de entrega prometida para outubro de 2009. Ele apresentava uma tela sensível ao toque de 5,5 ", executa o Ubuntu em um Freescale i baseado em ARM Cortex-A8 . MX515 e foi embalado em um pequeno design de concha. A Sharp informou que o dispositivo pesa menos de 500 gramas e funcionará 10 horas com uma carga de bateria. Diz-se que o dispositivo roda vídeo em 720p e tem aceleração gráfica 2D e 3D. Ele vem com o Adobe Flash Lite 3.1 instalado.

### Pegatron prototype
A Pegatron, uma empresa da Asus, mostrou um protótipo funcional de um smartbook em agosto de 2009. Consistia em um ARM Cortex-A8 Freescale i.MX515. O MX515 suporta gráficos 2D/3D, bem como vídeo HD 720p, 512 MB de RAM DDR2, tela LCD 1024x600 de 8,9", Bluetooth 2.0, 802.11g e funciona com um cartão SD . Ele também apresentava uma porta USB e uma micro USB, uma porta VGA e um leitor de cartão. O smartbook rodava o Ubuntu Netbook 9.04 e continha uma versão do Adobe Flash Player que estava desatualizada. A lista de materiais para o protótipo do smartbook Pegatron foi de US$ 120.
Em novembro de 2009, a Pegatron disse que havia recebido um grande número de pedidos de smartbooks que seriam lançados no início de 2010. Havia rumores de que os dispositivos seriam vendidos por cerca de US$ 200 quando subsidiados. A Asus anunciou planos para lançar seu próprio smartbook no primeiro trimestre de 2010.

### Lenovo Skylight
Esperava-se que a Qualcomm anunciasse um smartbook em 12 de novembro de 2009 em uma reunião de analistas. Um conceito de dispositivo Lenovo foi mostrado e anunciado em janeiro de 2010. Em maio de 2010, a Skylight foi cancelada.

### Compaq Airlife 100
No final de janeiro de 2010, uma lista da Comissão Federal de Comunicações dos EUA (FCC) apresentava um dispositivo da HP que era conhecido como smartbook, enquanto um protótipo do mesmo dispositivo já havia sido mostrado anteriormente. No início de fevereiro no Mobile World Congress em Barcelona, a HP anunciou que lançará este dispositivo no mercado. As especificações provavelmente serão as seguintes:
- CPU: 1 Processador Qualcomm Snapdragon GHz
- Sistema operacional: Android
- Exibição: 10,1 tela sensível ao toque polegadas
- Armazenamento: SSD de 16 GB
- Rede: 3G e Wi-Fi
- Bateria: até 12 horas, 10 dias em modo de espera

No final de março de 2010, o smartbook apareceu novamente na FCC, desta vez listando seus recursos 3G. De acordo com a FCC, o aparelho suportará GSM 850 e 1900, assim como as bandas WCDMA II e V. Essas bandas WCDMA podem indicar o uso na rede AT&T nos Estados Unidos. Os detalhes do produto já estão disponíveis no site da HP.

### Toshiba AC100
Em junho de 2010, foi anunciado um dispositivo smartbook da Toshiba . Possui processador Nvidia Tegra e é capaz de permanecer em modo stand-by por até 7 dias. O dispositivo estava oficialmente disponível no site da Toshiba Reino Unido. Originalmente entregue com Android v2.1 (atualizável para v2.2 desde 2011 ), ele também pode ser modificado para executar uma distribuição Linux personalizada.
No Japão, foi vendido como "Dynabook AZ".

### Genesi Efika MX
A empresa Genesi anunciou um MX Smartbook como parte de sua linha Efika em agosto de 2010. Originalmente custava US$ 349, e alguns revisores questionaram se era pequeno o suficiente para se encaixar nessa definição. É ostensivamente um derivado do design Pegatron mencionado acima.

### Outros
Em setembro de 2009, a Foxconn anunciou que está trabalhando no desenvolvimento de smartbooks. Em novembro de 2009, foi revelado um dispositivo de smartbook de amostra com o Snapdragon de pré-produção da Quanta Computer que rodava o Android. Empresas como a Acer Inc. planejavam lançar um smartbook, mas devido à popularidade dos tablets, MacBook Air e Ultrabooks, os planos foram descartados.